# 阿雷西

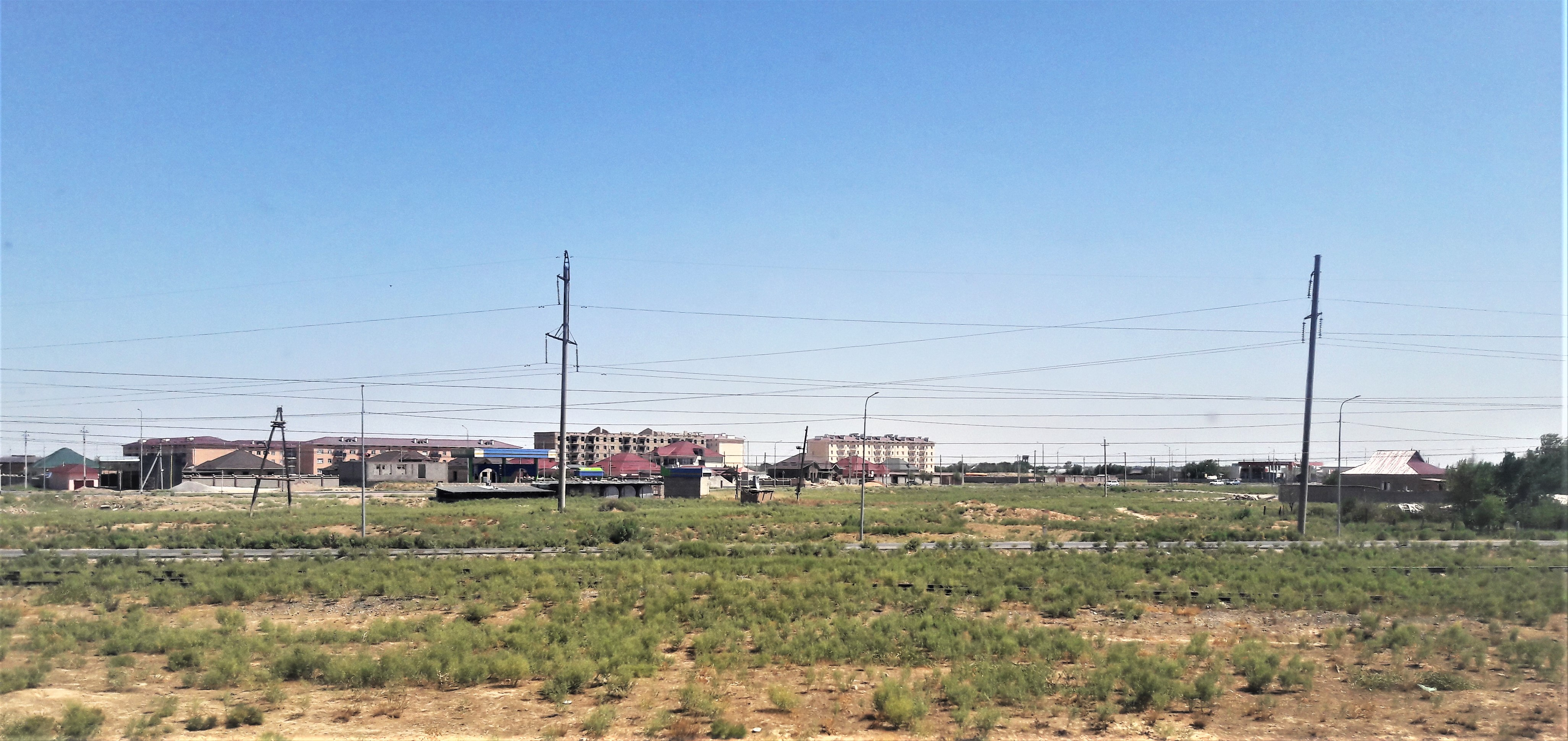
阿雷西

阿雷西是哈薩克斯坦的城鎮，由突厥斯坦州負責管轄，位於該國南部，距離奇姆肯特79公里，主要經濟活動有農業、畜牧業和工業，2010年人口39,541。
42°26′0″N 68°48′0″E / 42.43333°N 68.80000°E